# Matthew Beard
Matthew Beard, född 25 mars 1989 i London, är en brittisk skådespelare.
Beard har bland annat medverkat i TV-serien Vienna Blood. Han har även medverkat i filmerna The Imitation Game och Johnny English Strikes Again.

## Filmografi (i urval)
- 2014 – The Imitation Game
- 2018 – Johnny English Strikes Again
- 2019–2024 – Vienna Blood (TV-serie)
- 2022 – Dödligt kapitel (TV-serie)
- 2023–2024 – Funny Woman (TV-serie)
- 2025 – The Testament of Ann Lee